# G.I. Joe: Megtorlás
A G.I. Joe: Megtorlás (eredeti cím: G. I. Joe: Retaliation) 2013-as amerikai sci-fi-akciófilm, melyet Jon M. Chu rendezett. A forgatókönyvet a Zombieland írói, Rhett Reese és Paul Wernick készítette. Visszatérnek az előző rész szerepeiből; Channing Tatum, Arnold Vosloo, Ray Park, Jonathan Pryce és I Bjonghon, újakként pedig; Dwayne Johnson, Adrianne Palicki, D. J. Cotrona, és Bruce Willis, aki Joseph Colton tábornok karakterével egészíti ki a szereposztást.
Eredetileg a filmet 2012 júniusában mutatták volna be az amerikai mozikba, mert végül úgy döntöttek, hogy a filmet átkonvertálják 3D-be is, hogy fokozza az érdeklődéseket a nemzetközi piacokon.
Észak-Amerikában a filmet 2013. március 28-án mutatták be. Negatív véleményeket is kapott a kritikusoktól, de ennek ellenére a bevétele sikeresen zárult, ugyanis a bruttósított bevétele több mint 375 millió $-ra gyarapodott világszerte.

## Cselekmény
A G.I. Joe-k visszatérnek, és egy olyan borzalmas bűntettért teszik felelőssé őket, melyet nem ők követtek el. A Joe-knak nincs más választásuk – szembe kell szállniuk halálos ellenségeikkel, valamit egy új fenyegetéssel is, amiben a kormány kezei is benne van. Csak egy lehetőség marad: a MEGTORLÁS. Barikád (Dwayne Johnson) vezetésével, új csapat indul el erre a harcra.

## Szereplők
- Dwayne Johnson – Barikád / Marvin F. Hinton (Bognár Tamás)
- Jonathan Pryce – Az Egyesült Államok elnöke (Perlaki István)
- I Bjonghon – Viharárny / Thomas Arashikage (Seszták Szabolcs)
- Adrianne Palicki – Lady Jaye / Jaye Burnett (Pikali Gerda)
- Ray Stevenson – Tűzbogár (Epres Attila)
- D.J. Cotrona – Flint / Dashiell R. Faireborn (Zámbori Soma)
- Channing Tatum – Duke / Conrad S. Hauser (Széles László)
- Bruce Willis – Joseph Colton tábornok (Dörner György)
- Walton Goggins – Warden Nigel James (Fekete Ernő)
- RZA – Vak mester (László Zsolt)
- Ray Park – Kígyószem
- Elodie Yung – Jinx / Kim Arashikage
- Luke Bracey – Cobra Commander / Rexford "Rex" Lewis
- Joseph Mazzello – Egér
- Arnold Vosloo – Zartan
- Joe Chrest – A vezérkari főnök
- James Carville – Önmaga
- Matt Gerald – Zandar
- Ryan Hansen – Grunt
- DeRay Davis – Stoop
- Jim Palmer – Clutch